# Liste der Jugendweltmeister im Schach
Diese Liste enthält die Gewinner der Jugendweltmeisterschaften im Schach, die seit 1977 offiziell vom Weltschachbund FIDE veranstaltet werden.
Die U20-Weltmeisterschaften, auch Juniorenweltmeisterschaften genannt, werden getrennt von den Jugendweltmeisterschaften durchgeführt. In den Jahren 2020 und 2021 konnten wegen der COVID-19-Pandemie keine Weltmeisterschaften ausgetragen werden. Es fanden stattdessen Ersatzturniere online statt. 

## Altersklasse U18
| Jahr | Spielort               | Weltmeister                                                                 | Weltmeisterin                                                       |
| ---- | ---------------------- | --------------------------------------------------------------------------- | ------------------------------------------------------------------- |
| 1987 | San Juan               | 1. Gustavo Hernandez 2. Demetrios Agnos 3. Ilan Manor                       | 1. Hulda Figueroa                                                   |
| 1988 | Aguadilla              | 1. Michael Hennigan 2. Demetrios Agnos 3. Pablo Zarnicki                    | 1. Amelia Hernández 2. Natasha Regan 3. Carmen Montilla             |
| 1989 | Aguadilla              | 1. Wladimir Hakobjan 2. Alex Sherzer 3. Christopher Lutz                    | 1. Katrin Aladjowa 2. Elena-Luminița Radu 3. Amelia Hernández       |
| 1990 | Singapur               | 1. Sergey Tiviakov 2. Wladimir Kramnik 3. Peter Heine Nielsen               | 1. Elena-Luminița Radu 2. Adrienn Csöke 3. Wioleta Radánska         |
| 1991 | Guarapuava             | 1. Wladimir Kramnik 2. Konstantin Sakajew 3. Aljaksej Aljaksandrau          | 1. Natasa Strizak 2. Eva Repková 3. Irina Zak                       |
| 1992 | Duisburg               | 1. Konstantin Sakajew 2. Howhannes Danieljan 3. Dan Zoler                   | 1. Ilaha Kadimova 2. Nino Churzidse 3. Martina Holoubkova           |
| 1993 | Bratislava             | 1. Zoltán Almási 2. Wassili Jemelin 3. Kaido Külaots                        | 1. Ilaha Kadimova 2. Eva Repková 3. Almira Scripcenco               |
| 1994 | Szeged                 | 1. Pjotr Swidler 2. Róbert Ruck 3. Giorgi Katscheischwili                   | 1. Inna Gaponenko 2. Zuzana Hagarová 3. Maia Lomineischwili         |
| 1995 | Guarapuava             | 1. Robert Kempiński 2. Emil Sutovsky 3. Michail Kobalija                    | 1. Corina-Isabela Peptan 2. Nikoletta Lakos 3. Natia Apchaidse      |
| 1996 | Cala Galdana           | 1. Rafael Leitão 2. Michail Kobalija 3. Christos Banikas                    | 1. Marta Zielińska 2. Harriet Hunt 3. Corina-Isabela Peptan         |
| 1997 | Jerewan                | 1. Ruslan Ponomarjow 2. Alexei Iljuschin 3. Stelios Halkias                 | 1. Rusudan Goletiani 2. Vo Hong Phuong 3. Hoàng Thanh Trang         |
| 1998 | Oropesa del Mar        | 1. Nicholas Pert 2. Alexei Iljuschin 3. Levente Vajda                       | 1. Ruth Sheldon 2. Dana Reizniece 3. Jewgenija Owod                 |
| 1999 | Oropesa del Mar        | 1. Dmitri Kokarew 2. Laurent Fressinet 3. Evgeny Postny                     | 1. Aarthie Ramaswamy 2. Jewgenija Owod 3. Lela Dschawachischwili    |
| 2000 | Oropesa del Mar        | 1. Francisco Vallejo Pons 2. Leinier Domínguez 3. Baadur Dschobawa          | 1. Zeinab Məmmədyarova 2. Wang Yu 3. Đặng Bích Ngọc                 |
| 2001 | Oropesa del Mar        | 1. Dmitri Jakowenko 2. Artjom Timofejew 3. Swiad Isoria                     | 1. Sopio Gvetadze 2. Ana-Cristina Calotescu 3. Sophie Milliet       |
| 2002 | Iraklio                | 1. Ferenc Berkes 2. Şəhriyar Məmmədyarov 3. P. Harikrishna                  | 1. Elisabeth Pähtz 2. Tamar Tsereteli 3. Marie Sebag                |
| 2003 | Kallithea (Chalkidiki) | 1. Şəhriyar Məmmədyarov 2. Alexander Charitonow 3. Tomi Nybäck              | 1. Nana Dsagnidse 2. Natalia Zdebskaja 3. Natalja Pogonina          |
| 2004 | Iraklio                | 1. Radosław Wojtaszek 2. Jewgeni Tomaschewski 3. Ahmed Adly                 | 1. Jolanta Zawadzka 2. Marie Sebag 3. Natalja Hryhorenko            |
| 2005 | Belfort                | 1. Ildar Chairullin 2. Radosław Wojtaszek 3. Jacek Stopa                    | 1. Maka Purtseladse 2. Batchujagiin Möngöntuul 3. Joanna Majdan     |
| 2006 | Batumi                 | 1. Arik Braun 2. Hrant Melkumjan 3. Bassem Amin                             | 1. D. Harika 2. Nargiz Umudowa 3. Mary Ann Gomes                    |
| 2007 | Kemer                  | 1. Iwan Popow 2. Romain Édouard 3. Alexander Rachmanow                      | 1. Walentina Gunina 2. Kateřina Němcová 3. Betül Cemre Yıldız       |
| 2008 | Vũng Tàu               | 1. Ivan Šarić 2. Nguyễn Ngọc Trường Sơn 3. Samuel Shankland                 | 1. Walentina Golubenko 2. Rajkumar Preethi 3. Olga Girja            |
| 2009 | Kemer                  | 1. Maxim Matlakow 2. Iván Salgado López 3. Kacper Piorun                    | 1. Olga Girja 2. Keti Zazalaschwili 3. Kübra Öztürk                 |
| 2010 | Porto Carras           | 1. Stephen Zierk 2. Samwel Ter-Sahakjan 3. Nils Grandelius                  | 1. Nərmin Kazımova 2. Deysi Cori 3. Thi Nhu Hoang                   |
| 2011 | Caldas Novas           | 1. Samwel Ter-Sahakjan 2. Wladimir Fedossejew 3. Debashis Das               | 1. Meri Arabidse 2. Alina Kaschlinskaja 3. Altanulzii Enkhtuul      |
| 2012 | Maribor                | 1. Dariusz Świercz 2. Howhannes Gabusjan 3. Jorge Cori                      | 1. Alexandra Gorjatschkina 2. Lisa Schut 3. Maria Sewerina          |
| 2013 | Al-Ain                 | 1. Pouya Idani 2. David Antón Guijarro 3. Suri Vaibhav                      | 1. Lidia Tomnikowa 2. Nastassja Sjasjulkina 3. Sabina Ibrahimowa    |
| 2014 | Durban                 | 1. Olexandr Bortnyk 2. Suri Vaibhav 3. Cristobal Henriquez Villagra         | 1. Dinara Säduaqassowa 2. Filiz Osmanodja 3. Xiao Yiyi              |
| 2015 | Porto Carras           | 1. Masoud Mosadeghpour 2. Kirill Alexejenko 3. Daniil Juffa                 | 1. M. Mahalakshmi 2. V. Varshini 3. Tijana Blagojević               |
| 2016 | Chanty-Mansijsk        | 1. Manuel Petrosjan 2. Maxim Wawulin 3. Shahin Lorparizangeneh              | 1. Stavroula Tsolakidou 2. Alexandra Obolenzewa 3. Michal Lahav     |
| 2017 | Montevideo             | 1. José Eduardo Martínez Alcantara 2. Aleksandr Trijapischko 3. Kevin Noboa | 1. Laura Unuk 2. Sakshi Chitlange 3. Danitza Vázquez Maccarini      |
| 2018 | Porto Carras           | 1. Viktor Gažík 2. Igor Janik 3. Szymon Gumularz                            | 1. Polina Schuwalowa 2. Alexandra Obolenzewa 3. Teodora Injac       |
| 2019 | Mumbai                 | 1. R. Praggnanandhaa 2. Schant Sargsjan 3. Artur Dawtjan                    | 1. Polina Schuwalowa 2. Vantika Agrawal 3. Alexandra Obolenzewa     |
| 2022 | Mamaia                 | 1. Shawn Rodrigue-Lemieux 2. Kazybek Nogerbek 3. Marius Fromm               | 1. Mariam Mkrttschjan 2. Ayan Allahverdiyeva 3. Martyna Wikar       |
| 2023 | Montesilvano           | 1. Alexej Grebnew 2. Wolodar Mursin 3. Aldiyar Ansat                        | 1. Ayan Allahverdiyeva 2. Rochelle Wu 3. Yelyzaveta Hrebenshchykova |
| 2024 | Florianópolis          | 1. Alexej Grebnew 2. Aldiyar Ansat 3. Jan Klimkowski                        | 1. Olga Karmanowa 2. Amina Kairbekowa 3. Galina Michejewa           |

## Altersklasse U17

### Inoffiziell
| Jahr | Spielort            | Weltmeister                                            |
| ---- | ------------------- | ------------------------------------------------------ |
| 1974 | Pont-Sainte-Maxence | 1. Jonathan Mestel 2. Jewgeni Wladimirow 3. Oskar Orel |
| 1975 | Creil               | 1. David Goodman 2. Terence Wong 3. Predrag Nikolić    |
| 1976 | Wattignies          | 1. Nir Grinberg 2. Murray Chandler 3. Dan Cramling     |

### Offiziell
| Jahr | Spielort       | Weltmeister                                              |
| ---- | -------------- | -------------------------------------------------------- |
| 1977 | Cagnes-sur-Mer | 1. Jón Loftur Árnason 2. Jay Whitehead 3. Garri Kasparow |
| 1978 | Sas van Gent   | 1. Paul Motwani 2. Jose Huergo 3. Nigel Short            |
| 1979 | Belfort        | 1. Marcelo Tempone 2. Nigel Short 3. Iván Morovic        |
| 1980 | Le Havre       | 1. Waleri Salow 2. Alon Greenfeld 3. Joel Benjamin       |

## Altersklasse U16
| Jahr | Spielort               | Weltmeister                                                         | Weltmeisterin                                                             |
| ---- | ---------------------- | ------------------------------------------------------------------- | ------------------------------------------------------------------------- |
| 1981 | Embalse                | 1. Stuart Conquest 2. Ennio Arlandi 3. Carlos Matamoros Franco      |                                                                           |
| 1981 | Bognor Regis           |                                                                     | 1. Zsuzsa Polgár 2. Jolanta Rojek 3. Helen de Greef                       |
| 1982 | Guayaquil              | 1. Jewgeni Barejew 2. Saeed-Ahmed Saeed 3. James Howell             |                                                                           |
| 1983 | Bucaramanga            | 1. Alexei Drejew 2. Eduardo Rojas Sepulveda 3. Jose Guillen Ramirez |                                                                           |
| 1984 | Champigny-sur-Marne    | 1. Alexei Drejew 2. Jeroen Piket 3. Viswanathan Anand               | 1. Ildikó Mádl 2. Madalina Stroe 3. Mirjana Marić                         |
| 1985 | Petach Tikwa           | 1. Eduardo Rojas Sepulveda 2. Slavko Cicak 3. Ilan Manor            | 1. Mirjana Marić 2. Nataša Bojković 3. Malina Nicoara                     |
| 1986 | Río Gallegos           | 1. Wladimir Hakobjan 2. Ilya Gurevich 3. Christopher Lutz           | 1. Katrin Aladjowa 2. Ketino Kachiani 3. Judit Polgár                     |
| 1987 | Innsbruck              | 1. Hannes Stefánsson 2. Michael Adams 3. Loek van Wely              | 1. Alissa Galljamowa 2. Nataša Bojković 3. Sabine Fruteau                 |
| 1988 | Timișoara              | 1. Alexei Schirow 2. Ilya Gurevich 3. Joël Lautier                  | 1. Alissa Galljamowa 2. Elena Luminita Radu 3. Anna-Maria Botsari         |
| 1989 | Aguadilla              | 1. Sergey Tiviakov 2. Matthew Sadler 3. Artur Kogan                 | 1. Krystyna Dąbrowska 2. Tea Lanchava 3. Maja Koen                        |
| 1990 | Singapur               | 1. Konstantin Sakajew 2. Eran Liss 3. Wesselin Topalow              | 1. Tea Lanchava 2. Jekaterina Kowalewskaja 3. Violeta Todorović           |
| 1991 | Guarapuava             | 1. Dharshan Kumaran 2. Alexander Onischuk 3. Zoltán Almási          | 1. Nino Churzidse 2. Ilaha Kadimova 3. Inna Dubinka                       |
| 1992 | Duisburg               | 1. Ronen Har-Zvi 2. Pjotr Swidler 3. Daniel Fridman                 | 1. Almira Scripcenco 2. Tetjana Wassylewytsch 3. Mónika Grábics           |
| 1993 | Bratislava             | 1. Đào Thiên Hải 2. Helgi Áss Grétarsson 3. Giovanni Vescovi        | 1. Elina Danieljan 2. Nikoletta Lakos 3. Maia Lomineischwili              |
| 1994 | Szeged                 | 1. Péter Lékó 2. Māris Krakops 3. Rustam Kasimjanov                 | 1. Natalja Schukowa 2. Natia Apchaidse 3. Anna Zatonskih                  |
| 1995 | Guarapuava             | 1. Hrvoje Stević 2. Rafael Leitão 3. Rustam Kasimjanov              | 1. Rusudan Goletiani 2. Sopio Tqeschelaschwili 3. Szidónia Vajda          |
| 1996 | Cala Galdana           | 1. Alik Gershon 2. Karen Asrjan 3. Péter Ács                        | 1. Anna Zozulia 2. Hoàng Thanh Trang 3. Ruth Sheldon                      |
| 1997 | Jerewan                | 1. Levente Vajda 2. Lewon Aronjan 3. Alexander Kundin               | 1. Xu Yuanyuan 2. Lilit Mkrttschjan 3. Jekaterina Polownikowa             |
| 1998 | Oropesa del Mar        | 1. Ibragim Khamrakulov 2. Diego Flores 3. Lázaro Bruzón             | 1. Wang Yu 2. Cristina Moșin 3. Jelena Makowiecka                         |
| 1999 | Oropesa del Mar        | 1. Leonid Kritz 2. Dmitri Jakowenko 3. Ni Hua                       | 1. Sopiko Khukhashvili 2. Ana-Cristina Calotescu 3. Jekaterina Ubiyennich |
| 2000 | Oropesa del Mar        | 1. Swiad Isoria 2. Denis Chismatullin 3. Mark Paragua               | 1. Sopiko Khukhashvili 2. Zhao Xue 3. Anna Nowikowa                       |
| 2001 | Oropesa del Mar        | 1. Konstantine Schanawa 2. Anton Korobow 3. Jewgeni Alexejew        | 1. Nana Dsagnidse 2. Oksana Vozovic 3. Joanna Worek                       |
| 2002 | Iraklio                | 1. Lewan Panzulaia 2. Leonid Gerzhoy 3. Radosław Wojtaszek          | 1. Tamara Tschistiakowa 2. Nana Dsagnidse 3. Marija Fominych              |
| 2003 | Kallithea (Chalkidiki) | 1. Borki Predojević 2. Anthony Bellaiche 3. Jewgeni Tomaschewski    | 1. Polina Malischewa 2. Karina Szczepkowska 3. Salome Melia               |
| 2004 | Iraklio                | 1. Maxim Rodshtein 2. David Baramidze 3. Luka Lenič                 | 1. Bela Chotenaschwili 2. Joanna Majdan 3. Maka Purtseladse               |
| 2005 | Belfort                | 1. Alex Lenderman 2. Jan Nepomnjaschtschi 3. Maxime Vachier-Lagrave | 1. Anna Musytschuk 2. Miranda Mikadse 3. Yulduz Hamrakulova               |
| 2006 | Batumi                 | 1. Jacek Tomczak 2. Wladimir Onyschtschuk 3. Nguyễn Ngọc Trường Sơn | 1. Sopiko Guramischwili 2. Gülnar Məmmədova 3. Salome Chazhomia           |
| 2007 | Kemer                  | 1. Ioan-Cristian Chirilă 2. Rúben Pereira 3. Boris Khartschenko     | 1. Keti Zazalaschwili 2. Olga Girja 3. Olga Iwanienko                     |
| 2008 | Vũng Tàu               | 1. Baskaran Adhiban 2. S. P. Sethuraman 3. Das Debashis             | 1. Nasi Paikidse 2. Klaudia Kulon 3. Keti Zazalaschwili                   |
| 2009 | Kemer                  | 1. S. P. Sethuraman 2. Santosh Gujrathi Vidit 3. Maxime Lagarde     | 1. Deysi Cori 2. Meri Arabidse 3. Nasi Paikidse                           |
| 2010 | Porto Carras           | 1. Kamil Dragun 2. Daniel Sadzikowski 3. Iwan Bukawschin            | 1. Nastassja Sjasjulkina 2. Nguyễn Thị Mai Hưng 3. Lisa Schut             |
| 2011 | Caldas Novas           | 1. Jorge Cori 2. Pouya Idani 3. Alibek Igambergenov                 | 1. Nastassja Sjasjulkina 2. Hanna Marie Klek 3. Aura Cristina Salazar     |
| 2012 | Maribor                | 1. Juri Jelissejew 2. A Koushik Girish 3. Maxim Tschigajew          | 1. Anna Stjaschkina 2. Polina Rodionowa 3. Xiao Yiyi                      |
| 2013 | Al-Ain                 | 1. Murali Karthikeyan 2. A Koushik Girish 3. Kirill Alexejenko      | 1. Gu Tianlu 2. Irene Nicolas Zapata 3. Sarasadat Khademalsharieh         |
| 2014 | Durban                 | 1. Alan Pichot 2. Aravindh Chithambaram 3. Bilel Bellahcene         | 1. Laura Unuk 2. Stavroula Tsolakidou 3. Veronika Gaziková                |
| 2015 | Porto Carras           | 1. Roven Vogel 2. Luca Moroni Jr. 3. Haik Martirosjan               | 1. Stavroula Tsolakidou 2. Veronika Gaziková 3. Agata Bykovtsev           |
| 2016 | Chanty-Mansijsk        | 1. Haik Martirosjan 2. Alexander Trijapischko 3. Trần Minh Thắng    | 1. Aakanksha Hagawane 2. Mobina Alinasab 3. Polina Schuwalowa             |
| 2017 | Montevideo             | 1. Andrei Jessipenko 2. Zhu Yi 3. Szymon Gumularz                   | 1. Annie Wang 2. Polina Schuwalowa 3. Alexandra Malzewskaja               |
| 2018 | Porto Carras           | 1. Schant Sargsjan 2. Wiktor Matwyyschen 3. Nikolos Petriaschwili   | 1. Annmarie Mütsch 2. Honorata Kucharska 3. Sanskriti Goyal               |
| 2019 | Mumbai                 | 1. Rudik Makarjan 2. Stefan Pogosjan 3. Aronyak Gosh                | 1. Leja Garifullina 2. Naserke Nurgali 3. Anousha Mahdian                 |
| 2022 | Mamaia                 | 1. Anand Pranav 2. Artem Lutsko 3. Augustin Droin                   | 1. Davaakhuu Munkhzul 2. Nguyen Hong Nhung 3. Machteld van Foreest        |
| 2023 | Montesilvano           | 1. Jakub Seemann 2. Jan Klimkowski 3. Leonardo Costa                | 1. Wang Chuqiao 2. Alexandra Schwedowa 3. Alua Nurmanova                  |
| 2024 | Florianópolis          | 1. Javier Habans Aguerrea 2. Krzysztof Raczek 3. Nikita Kalinin     | 1. Afruza Khamdamova 2. Yanna Zhapova 3. Charis Peglau                    |

## Altersklasse U14
Bis 1984 hieß die Veranstaltung World Infant Cup. Erst ab 1985 wurde die U14-Weltmeisterschaft offiziell als FIDE World Championship U14 durchgeführt.
Bis 1987 spielten Jungen und Mädchen in einem gemeinsamen Turnier.
| Jahr | Spielort               | Weltmeister                                                            | Weltmeisterin                                                              |
| ---- | ---------------------- | ---------------------------------------------------------------------- | -------------------------------------------------------------------------- |
| 1979 | Victoria de Durango    | 1. Miroljub Lazić 2. Saeed-Ahmed Saeed 3. Dibyendu Barua               |                                                                            |
| 1980 | Mazatlán               | 1. Julio Ernesto Granda Zúñiga 2. Saeed-Ahmed Saeed 3. John Litvinchuk |                                                                            |
| 1981 | Xalapa                 | 1. Saeed-Ahmed Saeed                                                   |                                                                            |
| 1984 | Lomas de Zamora        | 1. Lluís Comas Fabregó 2. Leonardo Graievsky 3. Joël Lautier           |                                                                            |
| 1985 | Lomas de Zamora        | 1. Ilya Gurevich 2. Inon Boim 3. Frederic Hadjadj                      | 1. Sandra Villegas 2. Isolina Majjul 3. Nathali Sequera                    |
| 1986 | San Juan               | 1. Joël Lautier 2. Zsófia Polgár 3. Judit Polgár                       | 1. Zsófia Polgár 3. Judit Polgár                                           |
| 1987 | San Juan               | 1. Miroslav Marković 2. Matthew Sadler 3. Renaud Eliet                 | 1. Cathy Haslinger 2. Jessica Ambats 3. Nathali Sequera                    |
| 1988 | Timișoara              | 1. Eran Liss 2. Gata Kamsky 3. Andrei Istrățescu                       | 1. Tea Lanchava 2. Eva Repková 3. Eleonora Balint                          |
| 1989 | Aguadilla              | 1. Wesselin Topalow 2. Wladimir Kramnik 3. Christian Gabriel           | 1. Anna Segal 2. Maria Ratna Sulistya 3. Olimpia Bartosik                  |
| 1990 | Fond du Lac            | 1. Judit Polgár 2. Wassili Jemelin 3. Gabriel Schwartzman              | 1. Diana Darchia 2. Inna Gaponenko 3. Mónika Grábics                       |
| 1991 | Warschau               | 1. Marcin Kamiński 2. Helgi Áss Grétarsson 3. Bartłomiej Macieja       | 1. Corina-Isabela Peptan 2. Diana Darchia 3. Maia Lomineischwili           |
| 1992 | Duisburg               | 1. Jurij Tihonov 2. Benoît Lepelletier 3. Anastasios Tzoumbas          | 1. Elina Danieljan 2. Corina-Isabela Peptan 3. Harriet Hunt                |
| 1993 | Bratislava             | 1. Wladimir Malachow 2. Péter Lékó 3. Rafael Leitão                    | 1. Ruth Sheldon 2. Sopio Tqeschelaschwili 3. Hoàng Thanh Trang             |
| 1994 | Szeged                 | 1. Alik Gershon 2. Paweł Blehm 3. Levente Vajda                        | 1. Rusudan Goletiani 2. Dorota Iwaniuk 3. Zeng Pei                         |
| 1995 | São Lourenço           | 1. Waleriane Gaprindaschwili 2. Laurent Fressinet 3. Vitaly Shinkevich | 1. Xu Xuun Yuan 2. Dana Reizniece 3. Judit Kiss                            |
| 1996 | Cala Galdana           | 1. Gabriel Sarkissjan 2. Lewon Aronjan 3. Francisco Vallejo Pons       | 1. Wang Yu 2. Jekaterina Polownikowa 3. Regina Pokorná                     |
| 1997 | Cannes                 | 1. Sergei Grigorjanz 2. Kamil Mitoń 3. Marko Zivanić                   | 1. Ana Matnadse 2. Nadeschda Kossinzewa 3. Jelena Dembo                    |
| 1998 | Oropesa del Mar        | 1. Bu Xiangzhi 2. David Navara 3. Sachar Jefymenko                     | 1. Nadeschda Kossinzewa 2. Lela Dschawachischwili 3. Tícia Gara            |
| 1999 | Oropesa del Mar        | 1. Sachar Jefymenko 2. Artjom Timofejew 3. Andrij Wolokitin            | 1. Zhao Xue 2. Elmira Chassanowa 3. Lê Thanh Tú                            |
| 2000 | Oropesa del Mar        | 1. Oleksandr Areschtschenko 2. Wang Yue 3. Zhou Weiqi                  | 1. K. Humpy 2. Nana Dsagnidse 3. Natalja Hryhorenko                        |
| 2001 | Oropesa del Mar        | 1. Viktor Erdős 2. Hikaru Nakamura 3. László Gonda                     | 1. Salome Melia 2. Marija Fominych 3. Batchujagiin Möngöntuul              |
| 2002 | Iraklio                | 1. Luka Lenič 2. Gogineni Rohit 3. Dawit Dschodschua                   | 1. Laura Rogule 2. Polina Malischewa 3. Khasiyan Pour                      |
| 2003 | Kallithea (Chalkidiki) | 1. Sjarhej Schyhalka 2. Maxime Vachier-Lagrave 3. Jan Nepomnjaschtschi | 1. Walentina Gunina 2. Türkân Məmmədyarova 3. Nadeschda Charmunowa         |
| 2004 | Iraklio                | 1. Ildar Chairullin 2. Jurij Kusubow 3. Dmitri Andreikin               | 1. D. Harika 2. Anna Musytschuk 3. Jelena Tairowa                          |
| 2005 | Belfort                | 1. Lê Quang Liêm 2. Mariyan Boychev 3. Maxim Matlakow                  | 1. Jelena Tairowa 2. Anastassija Bodnaruk 3. Marija Musytschuk             |
| 2006 | Batumi                 | 1. Vasif Durarbəyli 2. Lewan Bregadse 3. Liu Qingnan                   | 1. Klaudia Kulon 2. Marija Musytschuk 3. Nasi Paikidse                     |
| 2007 | Kemer                  | 1. Sanan Sjugirow 2. Marcel Kanarek 3. Wang Chen                       | 1. Nasi Paikidse 2. Meri Arabidse 3. Shalmali Gagare                       |
| 2008 | Vũng Tàu               | 1. Santosh Gujrathi Vidit 2. Nodar Lortkipanidse 3. Dariusz Świercz    | 1. Padmini Rout 2. Meri Arabidse 3. Diana Baciu                            |
| 2009 | Kemer                  | 1. Jorge Cori 2. Kamil Dragun 3. Krishna G. P. Sai                     | 1. Marsel Efroimski 2. Aleksandra Lach 3. J. Saranya                       |
| 2010 | Porto Carras           | 1. Kanan Azzar Izzat 2. Khosla Shiven 3. Kirill Alexejenko             | 1. Dinara Säduaqassowa 2. Raana Hakimifard 3. Pv Nandhidhaa                |
| 2011 | Caldas Novas           | 1. Kirill Alexejenko 2. Diego Cuellar 3. Tibor Kende Antal             | 1. Alexandra Gorjatschkina 2. Anna Styazhkina 3. Sarasadat Khademalsharieh |
| 2012 | Maribor                | 1. Kayden Troff 2. Aravindh Chithambaram 3. Richard Wang               | 1. M Mahalakshmi 2. Nino Khomeriki 3. Gk Monnisha                          |
| 2013 | Al-Ain                 | 1. Li Di 2. Milan Zajic 3. Saparmyrat Atabayev                         | 1. Stavroula Tsolakidou 2. Bakhora Abdusattorowa 3. Anna Wasenina          |
| 2014 | Durban                 | 1. Liu Yan 2. Amin Tabatabaei 3. Mihnea Costachi                       | 1. Qiyu Zhou 2. Oliwia Kiolbasa 3. R. Vaishali                             |
| 2015 | Porto Carras           | 1. Shamsiddin Vohidov 2. Andrei Jessipenko 3. Aryan Gholami            | 1. R. Vaishali 2. Alicja Sliwicka 3. Vantika Agrawal                       |
| 2016 | Chanty-Mansijsk        | 1. Semen Lomasow 2. Andrei Jessipenko 3. Nodirbek Jakubbojew           | 1. Zhu Jiner 2. Alexandra Malzewskaja 3. Annie Wang                        |
| 2017 | Montevideo             | 1. Dambasuren Batsuren 2. Erigaisi Arjun 3. Paweł Teclaf               | 1. D. Jishitha 2. Bibissara Assaubajewa 3. Jelisaweta Soloschenkina        |
| 2018 | Porto Carras           | 1. Pedro Antonio Ginés Esteo 2. Nikolozi Kacharava 3. Kasybek Nogerbek | 1. Ning Kaiyu 2. Song Yuxin 3. Divya Deshmukh                              |
| 2019 | Mumbai                 | 1. Aydın Süleymanlı 2. L. R. Srihari 3. Sreeshwan Maralakshikari       | 1. Merujert Kamalidenowa 2. Divya Deshmukh 3. Rakshitta Ravi               |
| 2022 | Mamaia                 | 1. A R Ilamparthi 2. Jakub Seemann 3. Aldiyar Ansat                    | 1. Zarina Nurgaliyeva 2. Charis Peglau 3. Alexandra Shvedova               |
| 2023 | Montesilvano           | 1. Paweł Sowiński 2. Magnus Ermitsch 3. Nicolas Perossa                | 1. Afruza Khamdamova 2. Elnaz Kaliakhmet 3. Iris Mou                       |
| 2024 | Florianópolis          | 1. Patryk Cieslak 2. Edgar Mamedow 3. Sauat Nurgaliew                  | 1. Diana Khafizowa 2. Wiktoria Smietanska 3. Maria Wlassowa                |

## Altersklasse U12
| Jahr | Spielort               | Weltmeister                                                          | Weltmeisterin                                                                |
| ---- | ---------------------- | -------------------------------------------------------------------- | ---------------------------------------------------------------------------- |
| 1986 | San Juan               | 1. Dharshan Kumaran 2. Emilio Pena 3. Leonardo Valdes                |                                                                              |
| 1987 | San Juan               | 1. Héðinn Steingrímsson 2. Eran Liss 3. Dharshan Kumaran             | 1. Yvonne Kravets 2. Mercedes Castellano 3. Joanna Chaves                    |
| 1988 | Timișoara              | 1. Judit Polgár 2. Gabriel Schwartzman 3. Dov Zifroni                | 1. Zhu Chen 2. Mónika Grábics 3. Olimpia Bartosik                            |
| 1989 | Aguadilla              | 1. Marcin Kamiński 2. John Viloria 3. Radhakrishna Kamath            | 1. Diana Darchia 2. Hanna Jabłońska 3. Corina-Isabela Peptan                 |
| 1990 | Fond du Lac            | 1. Boris Awruch 2. John Viloria 3. Péter Lékó                        | 1. Corina-Isabela Peptan 2. Monika Bobrowska 3. Nikoletta Lakos              |
| 1991 | Warschau               | 1. Rafael Leitão 2. Péter Lékó 3. Alin Berescu                       | 1. Dalia Blimke 2. Sopio Tqeschelaschwili 3. Fernanda Kiss                   |
| 1992 | Duisburg               | 1. Giorgi Bachtadse 2. Wladimir Malachow 3. Tamas Soponyai           | 1. Iweta Radziewicz 2. Ruth Sheldon 3. Hoàng Thanh Trang                     |
| 1993 | Bratislava             | 1. Jewgeni Schaposchnikow 2. Francisco Vallejo Pons 3. Levente Vajda | 1. Jewgenija Tschassownikowa 2. Jana Jacková 3. Carmen Voicu                 |
| 1994 | Szeged                 | 1. Lewon Aronjan 2. Étienne Bacrot 3. Ruslan Ponomarjow              | 1. Nguyen Thi Dung 2. Regina Pokorná 3. Jelena Dembo                         |
| 1995 | São Lourenço           | 1. Étienne Bacrot 2. Surya Shekhar Ganguly 3. Dmitri Batsanin        | 1. Viktorija Čmilytė 2. Anita Gara 3. Jelena Dembo                           |
| 1996 | Cala Galdana           | 1. Kamil Mitoń 2. Miloš Perunović 3. Vinay Bhat                      | 1. Alexandra Kostenjuk 2. Ilze Bērziņa 3. Elisabeth Pähtz                    |
| 1997 | Cannes                 | 1. Alexander Rjasanzew 2. Arkadij Naiditsch 3. David Navara          | 1. Zhao Xue 2. Tatjana Kossinzewa 3. Elisabeth Pähtz                         |
| 1998 | Oropesa del Mar        | 1. Teymur Rəcəbov 2. Andrij Wolokitin 3. Qədir Hüseynov              | 1. K. Humpy 2. Tatjana Kossinzewa 3. Tania Sachdev                           |
| 1999 | Oropesa del Mar        | 1. Wang Yue 2. Daniël Stellwagen 3. Susanto Megaranto                | 1. Nana Dsagnidse 2. K. Humpy 3. Warwara Kyrilowa                            |
| 2000 | Oropesa del Mar        | 1. Deep Sengupta 2. László Gonda 3. Ante Brkić                       | 1. Atousa Pourkashiyan 2. Wera Nebolsina 3. Diana Arutjunowa                 |
| 2001 | Oropesa del Mar        | 1. Sergei Karjakin 2. Dmitri Andreikin 3. Maxime Vachier-Lagrave     | 1. Shen Yang 2. D. Harika 3. Ding Shuyu                                      |
| 2002 | Iraklio                | 1. Jan Nepomnjaschtschi 2. Magnus Carlsen 3. David Howell            | 1. Tan Zhongyi 2. Anna Musytschuk 3. D. Harika                               |
| 2003 | Kallithea (Chalkidiki) | 1. Wei Chenpeng 2. Lê Quang Liêm 3. Maxim Matlakow                   | 1. Ding Yixin 2. Sopiko Guramischwili 3. Tan Zhongyi                         |
| 2004 | Iraklio                | 1. Zhao Nan 2. Ding Liren 3. Parimarjan Negi                         | 1. Klaudia Kulon 2. Anastassija Bodnaruk 3. Marija Musytschuk                |
| 2005 | Belfort                | 1. Srinat Narayanan 2. Sanan Sjugirow 3. Samwel Ter-Sahakjan         | 1. Meri Arabidse 2. Nasi Paikidse 3. Mariam Danelia                          |
| 2006 | Batumi                 | 1. Robert Aghasayan 2. Illja Nyschnyk 3. Nicat Abasov                | 1. Mariam Danelia 2. Aleksandra Lach 3. Diana Baciu                          |
| 2007 | Kemer                  | 1. Daniel Naroditsky 2. Illja Nyschnyk 3. Han Chao                   | 1. Marsel Efroimski 2. Dinara Säduaqassowa 3. Guo Qi                         |
| 2008 | Vũng Tàu               | 1. Sayantan Das 2. Dmitri Gordijewski 3. Darwin Yang                 | 1. Zhai Mo 2. Filiz Osmanodja 3. Bodda Pratyusha                             |
| 2009 | Kemer                  | 1. Bobby Cheng 2. Jan-Krzysztof Duda 3. Richard Wang                 | 1. Sarasadat Khademalsharieh 2. Anna Stazhkina 3. Alexandra Gorjatschkina    |
| 2010 | Porto Carras           | 1. Wei Yi 2. Kayden Troff 3. Jan-Krzysztof Duda                      | 1. Julija Osmak 2. Ivana Maria Furtado 3. M. Mahalakshmi                     |
| 2011 | Caldas Novas           | 1. Murali Karthikeyan 2. Benjámin Gledura 3. Michael Song            | 1. Zhansaya Abdumalik 2. Anna Vasenina 3. Gulruhbegim Tohirjonova            |
| 2012 | Maribor                | 1. Samuel Sevian 2. Cameron Wheeler 3. Zhu Yi                        | 1. R. Vaishali 2. Zhansaya Abdumalik 3. Riya Savant                          |
| 2013 | Al-Ain                 | 1. Aram Hakobyan 2. Raghunandan Kaumandur Srihari 3. Sergei Lobanow  | 1. Zhao Shengxin 2. Polina Schuwalowa 3. Gabriela Antowa                     |
| 2014 | Durban                 | 1. Nguyễn Anh Khôi 2. Viachaslau Zarubitski 3. Rayan Taghizadeh      | 1. Jennifer Yu 2. Elizaweta Soloschenkina 3. Olga Badelka                    |
| 2015 | Porto Carras           | 1. Məhəmməd Murədli 2. Nihal Sarin 3. David Peng                     | 1. Nurgjul Salimowa 2. Carissa Yip 3. Salonika Saina                         |
| 2016 | Batumi                 | 1. Nikhil Kumar 2. Andrew Hong 3. R. Praggnanandhaa                  | 1. Bibissara Assaubajewa 2. Mrudul Dehankar 3. Divya Deshmukh                |
| 2017 | Poços de Caldas        | 1. Vincent Tsay 2. Jawochir Sindarow 3. Wolodar Mursin               | 1. Divya Deshmukh 2. Natassja Matus 3. Amina Kairbekowa                      |
| 2018 | Santiago de Compostela | 1. D. Gukesh 2. Wolodar Mursin 3. Nico Chasin                        | 1. B. Savitha Shri 2. Umida Omonowa 3. Emilija Sawiwajewa                    |
| 2019 | Weifang                | 1. Liran Zhou 2. Chen Yuan 3. Lchagwajamts Otschirbat                | 1. Galina Michejewa 2. Alua Nurmanowa 3. Ruiyang Yan                         |
| 2022 | Batumi                 | 1. Artem Uskov 2. Sina Movahed 3. Hussain Besou                      | 1. Gupta Shubji 2. Maedeh Yousefian 3. Oksana Gorjatschkina                  |
| 2023 | Sharm El Sheikh        | 1. Khuong Duy Dau 2. Nam Kiet Nguyen 3. Aaron Reeve Mendes           | 1. Devindya Oshini Gunarwardhana 2. Diana Preobrazhenskaya 3. Aiaru Altynbek |
| 2024 | Montesilvano           | 1. Mark Smirnow 2. Antoni Radzimski 3. David Lacan Rus               | 1. Laurie Qiu 2. Blanka Ejsymont 3. Bordoloi Pratitee                        |

## Altersklasse U10
| Jahr | Spielort               | Weltmeister                                                             | Weltmeisterin                                                                   |
| ---- | ---------------------- | ----------------------------------------------------------------------- | ------------------------------------------------------------------------------- |
| 1986 | San Juan               | 1. Jeff Sarwer 2. Angel Mera 3. Alexander Hernandez                     | 1. Julia Sarwer 2. Cristina Gomez 3. Claudinela Calderon                        |
| 1987 | San Juan               | 1. John Viloria 2. Giovanni Vescovi 3. Igor Martinez                    | 1. Susan Urminska 2. Maria Santori 3. Emilse Barrios                            |
| 1988 | Timișoara              | 1. John Viloria 2. Horge Hasbun 3. Francisc Nemeth                      | 1. Corina-Isabela Peptan 2. Monika Bobrowska 3. Edit Lendvai                    |
| 1989 | Aguadilla              | 1. Irwin Irnandi 2. Rafael Leitão 3. Péter Lékó                         | 1. Antoaneta Stefanowa 2. Anca Andriana 3. Maria Blanco Acevedo                 |
| 1990 | Fond du Lac            | 1. Nawrose Nur 2. Alin Berescu 3. Adrien Leroy                          | 1. Evelyn Moncayo Romero 2. Claudia-Ramona Bilciu 3. Jovanka Houska             |
| 1991 | Warschau               | 1. Adrien Leroy 2. Francisco Vallejo Pons 3. Surya Shekhar Ganguly      | 1. Carmen Voicu 2. Regina Pokorná 3. Alina-Iuliana Calota                       |
| 1992 | Duisburg               | 1. Luke McShane 2. Alexander Grischtschuk 3. Étienne Bacrot             | 1. Parvana Ismaïlova 2. Olga Zimina 3. Regina Pokorná                           |
| 1993 | Bratislava             | 1. Étienne Bacrot 2. Jordy Mont-Reinaud 3. Surya Shekhar Ganguly        | 1. Ana Matnadse 2. Ljubka Giorgijewa 3. Maria Siergiejewa                       |
| 1994 | Szeged                 | 1. Sergei Grischtschenko 2. Vlad-Cristian Jianu 3. Faik Aleskerow       | 1. Swetlana Scherednischenko 2. Alexandra Kostenjuk 3. Zhao Dindin              |
| 1995 | São Lourenço           | 1. Boris Gratschow 2. Lewan Aroschidse 3. Marani Venkatesh              | 1. Alina Moţoc 2. Elisabeth Pähtz 3. Tamara Cereteli                            |
| 1996 | Cala Galdana           | 1. P. Harikrishna 2. Vüqar Həşimov 3. Teymur Rəcəbov                    | 1. Marija Kursowa 2. Tatjana Kossinzewa 3. Tamara Tschistiakowa                 |
| 1997 | Cannes                 | 1. Sayed Javad Alavi 2. Teymur Rəcəbov 3. Wang Yue                      | 1. K. Humpy 2. Nana Dsagnidse 3. Hoàng Tram                                     |
| 1998 | Oropesa del Mar        | 1. Jewgeni Romanow 2. Alexandr Fier 3. Walentin Jotow                   | 1. Wera Nebolsina 2. Swetlana Wasylkowa 3. Bela Chotenaschwili                  |
| 1999 | Oropesa del Mar        | 1. Dmitri Andreikin 2. Li Haoyu 3. Wang Hao                             | 1. Jekaterina Lagno 2. Wera Nebolsina 3. Walentina Gunina                       |
| 2000 | Oropesa del Mar        | 1. Nguyễn Ngọc Trường Sơn 2. Dmitri Andreikin 3. Maxime Vachier-Lagrave | 1. Tan Zhongyi 2. D. Harika 3. Anna Musytschuk                                  |
| 2001 | Oropesa del Mar        | 1. Tamás Fodor 2. Lê Quang Liêm 3. Matas Narmontas                      | 1. Tan Zhongyi 2. Marija Musytschuk 3. Jelena Tairowa                           |
| 2002 | Iraklio                | 1. Eltac Səfərli 2. Ding Liren 3. Sanan Sjugirow                        | 1. Lara Stock 2. Mitra Hejazipour 3. Jovana Vojinović                           |
| 2003 | Kallithea (Chalkidiki) | 1. Sanan Sjugirow 2. Teja Ravi 3. Renato Terry                          | 1. Hou Yifan 2. Mitra Hejazipour 3. Nasi Paikidse                               |
| 2004 | Iraklio                | 1. Yu Yangyi 2. Jules Moussard 3. Hou Yifan                             | 1. Meri Arabidse 2. Nino Anakidse 3. Aleksandra Lach                            |
| 2005 | Belfort                | 1. Sahaj Grover 2. Iwan Bukawschin 3. Ülvi Bacarani                     | 1. Wang Jue 2. Aleksandra Lach 3. Anna Iwanow                                   |
| 2006 | Batumi                 | 1. Koushik Girish 2. Irakli Beradse 3. Krishna Sai                      | 1. Choletti Sahajasri 2. Ülviyyə Fətəliyeva 3. Zhai Mo                          |
| 2007 | Kemer                  | 1. Wang Tong Sen 2. Michail Antipow 3. Bajaj Prince                     | 1. Anna Stjaschkina 2. Sarah Chiang 3. Fan Guo Yue                              |
| 2008 | Vũng Tàu               | 1. Jan-Krzysztof Duda 2. Yi Xu 3. Yi Ye Wang                            | 1. Alexandra Gorjatschkina 2. Li Zhuoling 3. Anastasia Patricks                 |
| 2009 | Kemer                  | 1. Bai Jinshi 2. Murali Karthikeyan 3. Zhang Han Yu                     | 1. Gunay Mammadzada 2. Ivana Maria Furtado 3. Aydan Hikmet Qizi Hojjatova       |
| 2010 | Porto Carras           | 1. Jason Cao 2. Jeffery Xiong 3. Abhimanyu Puranik                      | 1. Dawaadembereliin Nomin-Erdene 2. Zhansaya Abdumalik 3. Alexandra Obolentseva |
| 2011 | Caldas Novas           | 1. Zhu Yi 2. Li Ruifeng 3. V S Rathanvel                                | 1. Alexandra Obolentseva 2. Wiktoria Radewa 3. Irmak Arda Cagil                 |
| 2012 | Maribor                | 1. Nguyễn Anh Khôi 2. Shant Sargsyan 3. L N Ram Aravind                 | 1. N Priyanka 2. Olga Badelka 3. Aleksandra Maltsevskaya                        |
| 2013 | Al-Ain                 | 1. Awonder Liang 2. David Peng 3. Pawel Teclaf                          | 1. Saina Salonika 2. Motahareh Asadijoujadeh 3. Lakshmi Chidambaram             |
| 2014 | Durban                 | 1. Nihal Sarin 2. Nodirbek Abdusattorov 3. Dmitry Tsoi                  | 1. Divya Deshmukh 2. Bibissara Assaubajewa 3. Motahare Asadi                    |
| 2015 | Porto Carras           | 1. R. Praggnanandhaa 2. Ilja Makowejew 3. Justin Wang                   | 1. Rakshitta Ravi 2. Song Yuxin 3. Divya Deshmukh                               |
| 2016 | Batumi                 | 1. Ilja Makowejew 2. Quốc Hy Nguyễn 3. V. Pranav                        | 1. Rochelle Wu 2. Lala Shohradowa 3. Margarita Swerewa                          |
| 2017 | Poços de Caldas        | 1. Liran Zhou 2. Arthur Zihan Xu 3. Islombek Sindarow                   | 1. Wei Yaqing 2. Zsóka Gaál 3. Ellen Wang                                       |
| 2018 | Santiago de Compostela | 1. Jin Yueheng 2. Erick Zhao 3. Maxim Wolkow                            | 1. Samantha Edithso 2. Alexandra Schwedowa 3. Yining Chen                       |
| 2019 | Weifang                | 1. Sawwa Wetochin 2. Meng Yihan 3. Wei Jianzhou                         | 1. Alice Lee 2. Chen Yining 3. Rachael Li                                       |
| 2022 | Batumi                 | 1. David Lacan Rus 2. Mark Smirnov 3. Patrick Liu                       | 1. Nika Venskaya 2. Senem Gul Bassari 3. Evangelia Siskou                       |
| 2023 | Sharm El Sheikh        | 1. Danis Kuandykuly 2. Ethan Guo 3. Supratit Banerjee                   | 1. Tiahao Xue 2. Mia Fernanda Guzman Garcia 3. Kristina Zavivaeva               |
| 2024 | Montesilvano           | 1. Roman Shogdzhiev 2. Marc Llari 3. Quang Anh Nguyen                   | 1. Alanna Berikkyzy 2. Aimee Yang 3. Ider Tselmuun                              |

## Altersklasse U8
| Jahr | Spielort               | Weltmeister                                                        | Weltmeisterin                                                         |
| ---- | ---------------------- | ------------------------------------------------------------------ | --------------------------------------------------------------------- |
| 2005 | Belfort                | 1. Alex Fossel                                                     | 1. Ivana Maria Furtado                                                |
| 2006 | Batumi                 | 1. Chennamsetti Mohineesh 2. Bajaj Prince 3. Nitzan Steinberg      | 1. Ivana Maria Furtado 2. Navya Vyshnavi Mannepalli 3. M. Mahalakshmi |
| 2007 | Kemer                  | 1. Konstantin Sawenkow 2. Çingiz Həşimov 3. Maxim Sinyanskiy       | 1. Ivana Maria Furtado 2. Günay Məmmədzada 3. Aydın Hojatova          |
| 2008 | Vũng Tàu               | 1. Tran Minh Thang 2. Liu Xiangyi 3. Yu Hao Liao                   | 1. Zhansaya Abdumalik 2. Qiyu Zhou 3. Günay Məmmədzada                |
| 2009 | Kemer                  | 1. Aryan Gholami 2. Tanuj Vasudeva 3. Amin Tabatabaei              | 1. Chu Ruotong 2. Samritha Palakollu 3. Li Yunshan                    |
| 2010 | Porto Carras           | 1. Abdulla Azar Gadimbayli 2. Parida Rudraksh 3. Kirill Shevchenko | 1. Li Yunshan 2. Eszter Morvay 3. Assel Serikbay                      |
| 2011 | Caldas Novas           | 1. Awonder Liang 2. Aravind L N Ram 3. Yu Kaifeng                  | 1. Bibissara Assaubajewa 2. Mai Khanh Tran Vuong 3. Saina Salonika    |
| 2012 | Maribor                | 1. Nodirbek Abdusattorov 2. Ahmed Utku Uzumcu 3. Christopher Shen  | 1. Motahare Asadi 2. Taisiya Tereshechkina 3. Judit Juhasz            |
| 2013 | Al-Ain                 | 1. R. Praggnanandhaa 2. Isik Can 3. Aydin Elshan Suleymanli        | 1. Harmony Zhu 2. Bat-Erdeniin Möngöndsul 3. Bhagyashree Pravin Patil |
| 2014 | Durban                 | 1. Ilja Makowejew 2. Yesuntumur Tugstumur 3. Leon Luke Mendonca    | 1. Dawaachüügiin Mönchdsul 2. Luu Ha Bich Ngoc 3. Bagul Ezizowa       |
| 2015 | Porto Carras           | 1. Bharath Subramaniyam 2. Dev Shah 3. Bartosz Fiszer              | 1. Nguyễn Lê Cam Hien 2. Zsóka Gaal 3. Diljana Iwanowa                |
| 2016 | Batumi                 | 1. Shageldi Kurbandurdyew 2. Chen Muye 3. Farid Orujov             | 1. Aischa Sakirowa 2. Dawachuu Unzursul 3. Hasti Khosravi Mahmoei     |
| 2017 | Poços de Caldas        | 1. Aren Amrikian 2. Abhimanyu Mishra 3. Tenuunbold Battulga        | 1. Alserkal Rouda Essa 2. Afrusa Chamdamowa 3. Chen Yining            |
| 2018 | Santiago de Compostela | 1. Yuvraj Chennareddy 2. Yahander Azdaliyev 3. Khumoyun Begmuratov | 1. Yunqing Zhao 2. Weronika Judina 3. Evelyn Qiao                     |
| 2019 | Weifang                | 1. Artjom Lebedew 2. Dinmuchammed Tulendinow 3. Đàu Khương Duy     | 1. Yuan Zilin 2. Wang Qinxuanyi 3. Gao Muziyan                        |
| 2022 | Batumi                 | 1. Marc Llari 2. Roman Shogdzhiev 3. Safin Safarullakhan           | 1. A Charvi 2. Bodhana Sivanandan 3. Lila Rządkowska                  |
| 2023 | Sharm El Sheikh        | 1. Roman Shogdzhiev 2. Aidan Gafurow 3. Tomas Andre                | 1. Bodhana Sivanandan 2. Ruiyu Yi 3. Hoang Bao An Tran                |
| 2024 | Montesilvano           | 1. Reddy Adulla Divith 2. Swain Sattwik 3. Ziming Guo              | 1. Zhihan Chen 2. Abigail Zhou 3. Stella Xin                          |